# أماندين هنري
أماندين شانتال هنري (بالفرنسية: Amandine Henry)‏ (28 سبتمبر 1989)، هي لاعبة كرة قدم فرنسية تلعب لصالح منتخب فرنسا للسيدات في مركز الوسط الدفاعي، ولنادي أولمبيك ليون.

## طفولتها
بدأت أماندين هينري بلعب كرة القدم في سن الخامسة. ولم يكن يوجد نادي للاعبات الشابات، لذلك اضطرت إلى اللعب مع الذكور حتى بلغت ال13 من عمرها.

## مسيرتها

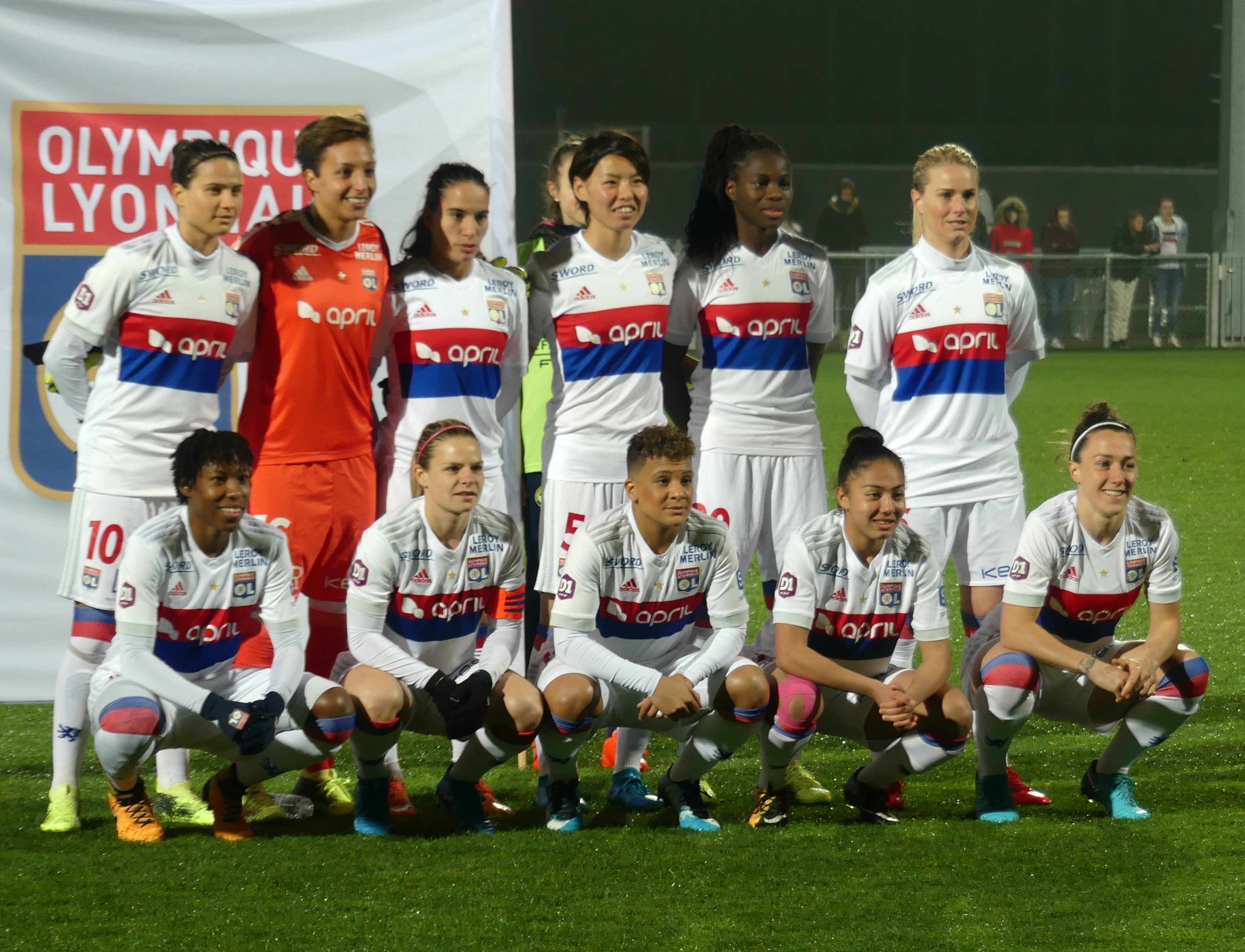
أماندين (أعلى اليمين) مع نادي أولمبيك ليون

بدأت أماندين هنري مسيرتها سنة 2009، بسن الخامسة عشر، بنادي هينان بومونت. بعد موسم واحد، اختيرت في قائمة الفتيات لمركز كليرفونتين لموسمين.
سنة 2007، وبسن الثامنة عشر، انضمت إلى أولمبيك ليون، أنجح فريق نسائي في فرنسا. أثناء موسمها الأول، تعرضت لإصابة بغضروف في ركبتها، مما أُجبرت على الخروج من المنافسة لسنة ونصف، كان وقت صعب بالنسبة لها، وظنت أنها لن تعود للعب مرة أخرى، لكن بدعم من عائلتها، عادت إلى ليون.
مع نادي ليون، لعبت أساسية في المباراة النهائية لدوري أبطال أوروبا للسيدات لثلاث مواسم متتالية بداية بنهائي 2010.
فازت هنري بجائزة الكرة الفضية كأفضل ثاني لاعبة في بطولة كأس العالم لكرة القدم للسيدات 2015. فرضت هنري نفسها في قائمة أفضل اللاعبات الأوروبيات سنة 2015، بعد أن جاءت في المركز الثاني جائزة أفضل لاعبة في أوروبا 2015 خلف الألمانية سيليا شاشيتش.
في مارس 2016، وقعت عقدا مع بورتلاند ثورنز الأمريكي، وانضمت للفريق في يونيو، وفازت معه بالدوري الوطني.
بعد خضاعها لعملية جراحية بعد موسم الدوري الوطني، أعيرت إلى باريس سان جيرمان في يناير 2017، حيث لعبت 4 مباريات في دوري الدرجة الأولى ومباراة واحدة في كأس فرنسا للسيدات، قبل أن تعود إلى بورتلاند ثورنز في مارس.
سجلت أماندين هنري أول هدف لها في الدوري الوطني ضد بوسطن في 27 مايو. وفي الشهر ذاته، اختيرت هنري في تشكيلة الدوري للشهر. لعبت هنري 12 مباراة تواليا بين أبريل ويوليو قبل المغادرة لبطولة أمم أوروبا للسيدات 2017.
أثناء بطولة الأمم، لعبت هنري أساسية للمباريات الأربع لمنتخب فرنسا. وصُنفت فرنسا #3 في العالم. فازت فرنسا على آيسلندا 1–0 في 18 يوليو. يوم 22 يوليو، سجلت هنري هدف التعديل ضد النمسا 1–1، ويوم 26 يوليو، تعادلت فرنسا مع سويسرا 1–1. تقدمت فرنسا إلى الربع النهائي، وخسرت ضد إنجلترا 1–0 يوم 30 يوليو. واختيرت هنري لاعبة المباراة.
عادت هنري إلى ثورنز لتسجل في مباريات متتالية، أولهم ضد كانساس سيتي يوم 16 أغسطس، بتحويل أول ركلة جزاء لها مع الفريق إلى هدف. بعدها، لعبت كبديلة لمدة 30 دقيقة ضد هوسستون داش يوم 19 أغسطس، وسجلت ثالث هدف لها في الموسم. انتهى نادي ثورنز في المركز الثاني لموسم 2017.
بعد موسم الدوري الوطني 2017، انضمت هنري إلى ليون.

## الأهداف الدولية

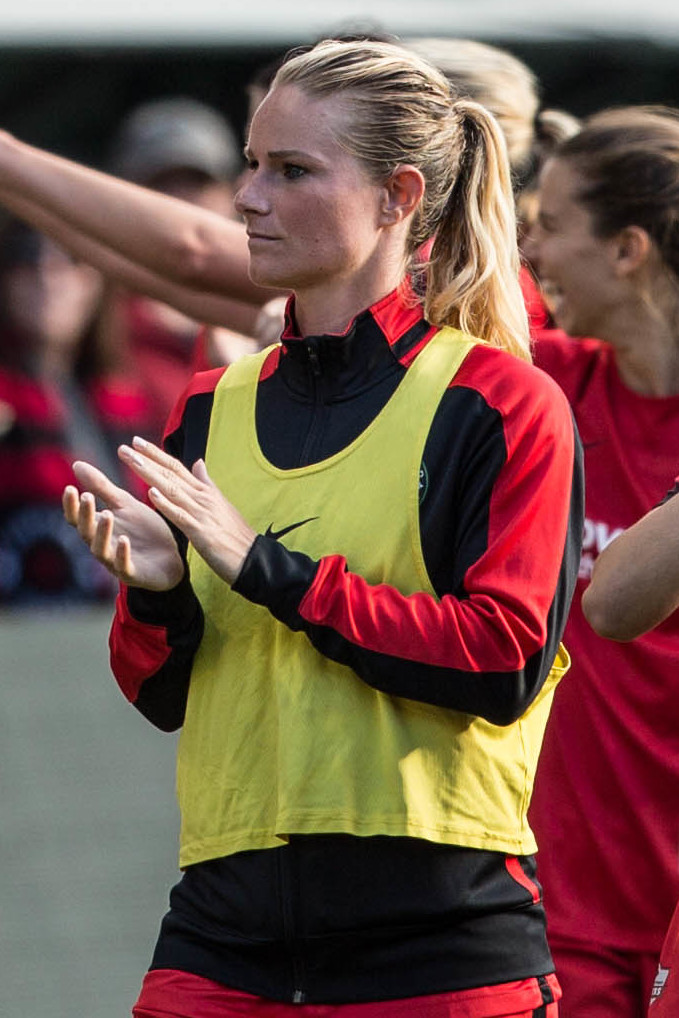
هنري بقميص بورتلاند ثورنز سنة 2016.

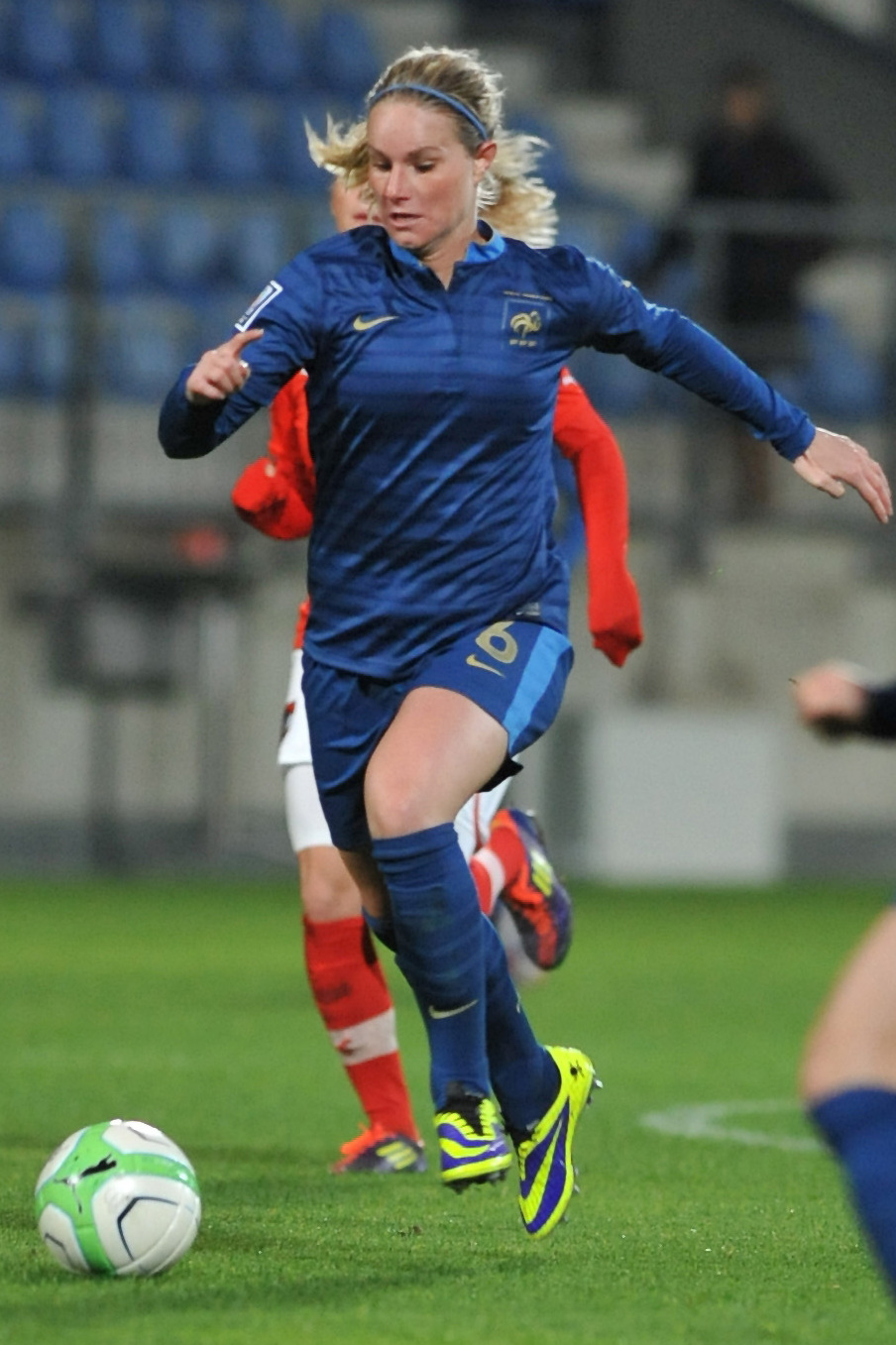
هنري بقميص منتخب فرنسا سنة 2013.

| 1                        | 5 مايو 2010    | ملعب رانخوف، بازل، سويسرا                     | سويسرا           | 0–1 | 0–2 | مباراة ودية                          |
| 2                        | 31 أكتوبر 2013 | ملعب سونيسي، ريتزينغ، النمسا                  | النمسا           | 0–2 | 1–3 | تصفيات كأس العالم للسيدات 2015       |
| 3                        | 20 يونيو 2014  | ملعب رينتشلر فيلد، هارتفورد، الولايات المتحدة | الولايات المتحدة | 1–2 | 2–2 | مباراة ودية                          |
| 4                        | 17 يونيو 2015  | ملعب لانسداوني، أوتاوا، كندا                  | المكسيك          | 0–5 | 0–5 | كأس العالم للسيدات 2015              |
| 5                        | 19 سبتمبر 2015 | ملعب أوسيون، لو هافر، فرنسا                   | البرازيل         | 2–0 | 2–1 | مباراة ودية                          |
| 6                        | 1 ديسمبر 2015  | ملعب كاتريني، كاتريني، اليونان                | اليونان          | 0–1 | 0–3 | تصفيات بطولة أمم أوروبا للسيدات 2017 |
| 7                        | 22 يوليو 2017  | ملعب غالجينوارد، أوترخت، هولندا               | النمسا           | 1–1 | 1–1 | بطولة أمم أوروبا للسيدات 2017        |
| 8                        | 23 أكتوبر 2017 | ملعب اوغست ديلاون، ريمس، فرنسا                | غانا             | 2–0 | 8–0 | مباراة ودية                          |
| 9                        | 23 أكتوبر 2017 | ملعب اوغست ديلاون، ريمس، فرنسا                | غانا             | 3–0 | 8–0 | مباراة ودية                          |
| آخر تحديث: 5 فبراير 2018 |                |                                               |                  |     |     |                                      |

## الألقاب

### النوادي

#### ليون
- دوري الدرجة الأولى للسيدات: 2007–08، 2008–09، 2009–10، 2010–11، 2011–12، 2012–13، 2013–14، 2014–15، 2015–16
- كأس فرنسا للسيدات: 2007–08، 2011–12، 2013، 2014، 2015، 2016
- دوري أبطال أوروبا للسيدات: 2010–11، 2011–12، 2015–16

#### بورتلاند ثورنز
- درع الدوري الوطني للسيدات: 2016
- بطولة إن دبليو إس إل: 2017

### المنتخب
- كأس قبرص: 2014
- كأس شيبيليفس: 2017

### فردية
- الكرة الفضية لكأس العالم لكرة القدم للسيدات 2015.
- التشكيلة المثالية لكأس العالم لكرة القدم للسيدات 2015.
- 2015 فيفبرو XI[19]